# Harpathaumas
Harpathaumas priscus es una  especie de coleóptero adéfago de la familia Carabidae y el único miembro del género monotípico Harpathaumas.